# Ajax (häst)
Ajax, född 1901 i Frankrike, död 1915, var ett obesegrat engelskt fullblod, mest känd för att ha segrat i Prix du Jockey Club och Grand Prix de Paris 1904, samt ha varit en inflytelserik avelshingst.

## Bakgrund
Ajax var en brun hingst efter Flying Fox och under Amie (efter Clamart). Han föddes upp och ägdes av Edmond Blanc. Han tränades under tävlingskarriären av Robert Denman och reds av jockeyn George Stern.
Ajax tävlade under säsongen 1904, då han var tre år. Han tog 5 segrar på lika många starter, och tog karriärens största segrar i Prix Noailles (1904), Prix Lupin (1904), Prix du Jockey Club (1904) och Grand Prix de Paris (1904).

## Karriär
Under säsongen 1904 lyckades treåriga Ajax segra i två av Frankrikes mest prestigefyllda galopplöp, Prix du Jockey Club och Grand Prix de Paris, innan han obesegrad avslutade sin tävlingskarriär efter fem starter.

### Som avelshingst
Som avelshingst blev Ajax väldigt inflytelserik. Han blev far till Union (hans första avkomma som segrade i ett klassiskt löp) och Teddy.  Han finns även med i fjärde generationen (mormors morfar) i Le Pachas stamtavla. Hans stoavkommor producerade obesegrade Havresac II, Invershin, Massine och Le Correge. Ajax avled den 15 februari 1915.

## Stamtavla
| Efter Flying Fox 1896 | Orme 1889    | Ormonde 1883            | Bend Or        |
| Efter Flying Fox 1896 | Orme 1889    | Ormonde 1883            | Lily Agnes     |
| Efter Flying Fox 1896 | Orme 1889    | Angelica 1879           | Galopin*       |
| Efter Flying Fox 1896 | Orme 1889    | Angelica 1879           | St.Angela      |
| Efter Flying Fox 1896 | Vampire 1889 | Galopin* 1872           | Vedette        |
| Efter Flying Fox 1896 | Vampire 1889 | Galopin* 1872           | Flying Duchess |
| Efter Flying Fox 1896 | Vampire 1889 | Irony 1881              | Rosebery       |
| Efter Flying Fox 1896 | Vampire 1889 | Irony 1881              | Sarcasm        |
| Undan Amie 1893       | Clamart 1888 | Saumur                  | Dollar         |
| Undan Amie 1893       | Clamart 1888 | Saumur                  | Finlande       |
| Undan Amie 1893       | Clamart 1888 | Princess Catherine 1876 | Prince Charlie |
| Undan Amie 1893       | Clamart 1888 | Princess Catherine 1876 | Catherine      |
| Undan Amie 1893       | Alice 1887   | Wellingtonia 1869       | Chattanooga    |
| Undan Amie 1893       | Alice 1887   | Wellingtonia 1869       | Araucaria      |
| Undan Amie 1893       | Alice 1887   | Asta 1877               | Cambuslang     |
| Undan Amie 1893       | Alice 1887   | Asta 1877               | Lady Superior  |

* Ajax var inavlad 3x4 to Galopin, vilket menas att han förekommer en gång i tredje generationen och en gång i fjärde generationen i stamtavlan.